# Anadia bogotensis
Espèce
Synonymes
- Ecpleopus bogotensis Peters, 1863

Anadia bogotensis est une espèce de sauriens de la famille des Gymnophthalmidae.

## Répartition
Cette espèce est endémique de Colombie. Elle se rencontre dans les départements de Caldas, de Boyacá et de Cundinamarca.

## Étymologie
Son nom d'espèce, composé de bogot[a] et du suffixe latin -ensis, « qui vit dans, qui habite », lui a été donné en référence au lieu de sa découverte, Bogota.

## Publication originale
- Peters, 1863 "1862" : Über Cercosaura und die mit dieser Gattung verwandten Eidechsen aus Südamerika. Abhandlungen der Königlichen Akademie der Wissenschaften zu Berlin, vol. 1862, p. 165-225 (texte intégral).